# Heizelmolen
De verdwenen Heizelmolen of Heyselmolen is een voormalige windmolen in Sint-Pieters-Kapelle (deelgemeente van HPajottegem) gelegen aan de Garennestraat, vlak bij de spoorweg.

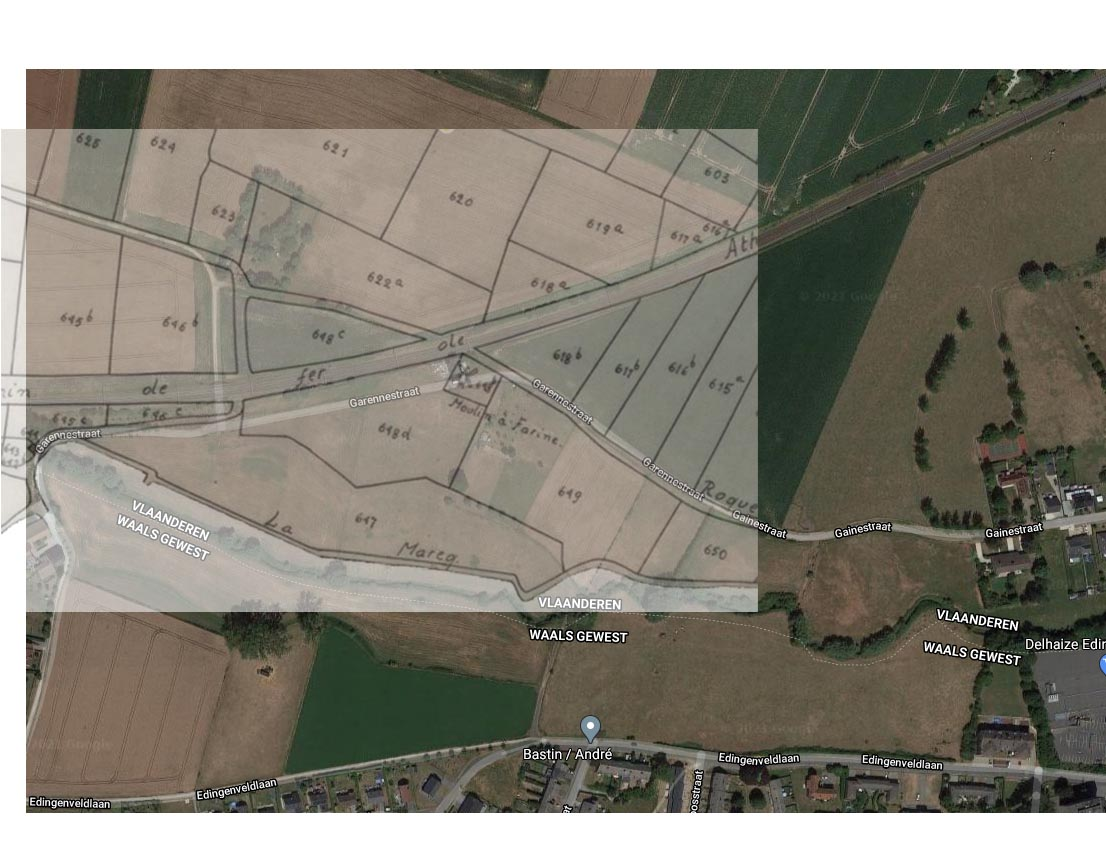
Overlay van Poppkaart (1842-1879) op huidige luchtfoto, locatie Heizelmolen aan de Garennestraat in Herne.

## Historiek
De Heizelmolen was van het type staakmolen en had als functie het malen van koren. De molen stond vroeger aan de noordzijde van de Garennestraat op een hooggelegen punt nabij de huidige spoorweg. De molen werd verplaatst in 1864 van Edingen naar Sint-Pieters-Kapelle. Deze molen werd reeds in 1877 gesloopt en verplaatst naar Kersbeek-Miskom waar hij nadien in 1942 gesloopt werd. Hij kreeg toen de naam molen Jonckers.